# Claude Calzan
Pour l’article homonyme, voir Calzan.
Claude Calzan est un homme politique français, né le 3 juillet 1876 à Bourg-en-Bresse (Ain) et mort le 31 octobre 1959 à Clermont (Oise). En 1924, il devient membre du Comité central du Parti communiste (PC) et demeure dans l'organisme dirigeant du parti jusqu'en 1926.

## Biographie
Claude Calzan naît le 3 juillet 1876 à Bourg-en-Bresse. Il adhère à la SFIO en 1905.
 (décembre 2013).
- 1906 : il adhère au Parti socialiste unifié.
- 1912 : il est candidat aux élections municipales à Lyon.
- 1913 : l'Action française l'accuse d'avoir mal parlé de la patrie et de la police.
- 1914 : dans les derniers mois de l'année, son attitude à l'égard de la guerre est réservée.
- 1915 : il entreprend de développer dans les milieux ouvriers et la SFIO une propagande pacifiste. En décembre, le ministre de l'Instruction publique demande au Recteur de Lyon de le rappeler "au devoir".
- 1916 : il affirme avec une vigueur croissante ses positions.
- 1917 : rendant compte du congrès national de la SFIO, il se livre à une diatribe contre certains dirigeants. En septembre, lors du congrès départemental, il s'oppose à l'expulsion d'une syndicaliste pacifiste.
- 1918 : il s'en prend aux autorités locales et, bientôt, est déplacé au lycée de Laval, en Mayenne. En août, une note du ministère de l'Intérieur au Préfet du Rhône signale qu'à l'occasion d'une visite à Lyon il a rendu visite au comité de défense syndicaliste. Néanmoins, il est réintégré à Lyon.
- 1919 : il effectue (sans doute) un voyage clandestin en Russie soviétique. Cette même-année, il est candidat aux élections législatives sur la liste socialiste, mais c'est l'échec. En revanche, il obtient un siège aux élections municipales.
- 1920 : il est délégué au congrès socialiste de Strasbourg, puis, en décembre, au congrès de Tours. Depuis février, il est secrétaire général de la Fédération des locataires du Rhône et du Sud-Est.
- 1921 : lors d'une élection municipale partielle à Lyon, il soutient le candidat communiste.
- 1922 : il démissionne de son poste de conseiller départemental de l'enseignement primaire.
- 1923 : il est chargé d'une mission en Allemagne.
- 1924 : le Bureau politique (BP) du PC décide qu'il dirige les Editions et le Bulletin communiste. Au congrès du PC de Lyon, il est élu suppléant au Comité directeur.
- 1925 : il contrôle les éditions et la presse du PC. Au congrès de Clichy, il est réélu au Comité central (nouvelle appellation du Comité directeur).
- 1926 : hospitalisé dans un asile de malades mentaux de Nice, il n'est pas réélu au Comité central par le congrès de Lille du PC.
- 1927 : il reprend son activité à la tête des éditions du PC.
- 1929 : il prend part aux travaux du congrès de Saint-Denis du PC.
- 1930 : arrêté l'année précédente, il est transféré à la Maison centrale de Clairvaux.
- 1931 : il est libéré.
- 1932 : il est candidat, sans succès, aux élections législatives dans la 1re circonscription de Lure, en Haute-Saône.
- 1933 : devenu directeur des services des éditions du secrétariat international de la CGTU, il aurait fait mettre au pilon mille cinq cents exemplaires de Correspondance syndicale internationale parce que, selon lui, il convenait de changer deux mots sans importance dans le texte.
- 1934 : PC et CGTU ne lui proposent plus aucun poste.
- 1939 : il réside à Paris, rue du Pré-Saint-Gervais.